# Пролет (квартал)
Пролет (на македонска литературна норма: Пролет) е квартал на столицата на Северна Македония - Скопие, част от скопската община Център. Намира се близо до старата железопътна гара. Кварталът е изграден преди земетресението през 1963 година. На територията му е разположено полицейско управление, основно училище (ОУ „11 октомври“) и други.